# Eagle Bend
Eagle Bend és una població dels Estats Units a l'estat de Minnesota. Segons el cens del 2000 tenia 595 habitants.

## Demografia
Segons el cens del 2000, Eagle Bend tenia 595 habitants, 268 habitatges, i 165 famílies. La densitat de població era de 180,9 habitants per km².
Dels 268 habitatges en un 25,7% hi vivien nens de menys de 18 anys, en un 48,9% hi vivien parelles casades, en un 10,4% dones solteres, i en un 38,4% no eren unitats familiars. En el 34,3% dels habitatges hi vivien persones soles el 21,3% de les quals corresponia a persones de 65 anys o més que vivien soles. El nombre mitjà de persones vivint en cada habitatge era de 2,22 i el nombre mitjà de persones que vivien en cada família era de 2,82.
Per edats la població es repartia de la següent manera: un 23,7% tenia menys de 18 anys, un 8,4% entre 18 i 24, un 22,7% entre 25 i 44, un 21,3% de 45 a 60 i un 23,9% 65 anys o més.
L'edat mediana era de 41 anys. Per cada 100 dones de 18 o més anys hi havia 90 homes.
La renda mediana per habitatge era de 27.308 $ i la renda mediana per família de 33.750 $. Els homes tenien una renda mediana de 28.000 $ mentre que les dones 21.250 $. La renda per capita de la població era de 12.517 $. Entorn del 9,1% de les famílies i el 14,9% de la població estaven per davall del llindar de pobresa.

## Poblacions més properes
El següent diagrama mostra les poblacions més properes.